# Karolinska gymnasiet, Örebro
Karolinska gymnasiet (lokalt smeknamn Karro) är en gymnasieskola i Örebro. Skolan har cirka 1 150 elever och ligger på Olaigatan 25.
Skolan har fem program: det estetiska programmet, det naturvetenskapliga programmet, naturbruksprogrammet, det samhällsvetenskapliga programmet samt spetsinriktningen internationella relationer. Karolinska skolans profiler är kultur och internationalisering, och skolan anordnar resor och utbyten till en rad olika länder. Karolinska är certifierad FN-skola.

## Historia
Man vet inte exakt när Karolinska skolan bildades; första gången den omnämns i skrift är 1347. Skolan låg i ungefär 300 år i ett hus vid Nikolaikyrkan, och hette på den tiden Örebro Skola. Under den tiden, närmare bestämt 1579, fick skolan sitt sigill som föreställer en uppslagen bok, ett ris och en färla och med texten OREBRO SKOLÆ SIGNET”, ”LXXVIIII.
Vid början av 1800-talet var skolan ambulerande och flyttade därför runt mellan olika lokaler. Efter riksdagen 1810 anhölls om att skolan skulle få utnyttja en fastighet belägen vid Riddargatan 10 (vid nuvarande Centralpalatset). Kronprins Karl Johan var mycket välvillig till skolan, eftersom han själv blivit utsedd till kronprins i Örebro. Han gav därför först 5 000 rdr banco, senare ytterligare 1 000 rdr banco, ur sin egen handkassa men krävde i utbyte att skolan skulle kallas Schola Carolina efter kung Karl XIII. 
Skolan har funnits på sin nuvarande plats vid Olaigatan sedan 1832, då huvudbyggnaden invigdes. Den byggdes ut år 1899 efter ritningar av stadsarkitekten Magnus Dahlander. När skolan byggdes om, förlades undervisningen till Segelbergska palatset. Magnus Dahlander ritade även gymnastikbyggnaden, invigd 1909. Byggnaden kallad "Sibirien", utmed Fredsgatan, uppfördes 1864. Den så kallade Nybyggnaden, utmed Skolgatan, tillkom 1936, och är ritad av stadsarkitekten Georg Arn. År 1909 övertog skolan "Stallet" , det vill säga gamla landshövdingestallet utmed Olaigatan, och 1957 byggdes husarernas ridhus om till idrottshus för läroverket.
1960 intogs för första gången kvinnliga elever i gymnasiets och realskolans första årskurser, efter att tidigare enbart kunnat gå på högre allmänna läroverket för flickor (dagens Risbergska skolan). Idag[när?] utgör flickor 70–80 procent av eleverna.
Skolans namn var före 1538 Klosterskolan, därefter till 1615 Katedralskolan. Från 1615 till 1812 Högre eller fullständig trivialskola och därefter Schola Carolina.
I anslutning till läroverksreformen år 1849 ombildades skolan till ett (högre) elementarläroverk, från 1878 benämnt Karolinska högre allmänna läroverk. 1966 kommunaliserades skolan och fick därefter namnet Karolinska gymnasiet. Karolinska Läroverket tillhörde de 18 skolor vid vilka studentexamen började avläggas 1864, och i maj 1968 avlades studentexamen för sista gången vid skolan. Realexamen gavs från 1907 till 1964.
1981 bildades Miljöpartiet i skolans aula.

### Krampen
En av Karros högtider är Krampen, en skolkamp som hålls i början av juni, där Karolinska skolan brukade tävla mot Risbergska skolan fram till krampen 2016. Det finns elevföreningar på båda skolorna som arrangerar tävlingen, som tillverkar skoltröjor, hittar på finurliga låtar och hejaramsor och så vidare. Karolinska Gymnasiet började sedan tävla mot Rudbecksgymnasiet fram till sommaren 2019 där Karolinska vann sista tävlingen.

### Sibirien
Sibirien är en separat byggnad för kemi och fysik laborationssalar, ritsal, bibliotek men även ett museum för den växande samlingen. Byggnaden, ritad av Fridolf Wijnbladh, stod färdig 1863. 
Från 1820 hade medel donerats för att lära ut ”Värdet och nyttan av naturalhistoriens studium i ungdomen”, efter ett föredrag med den titeln som det året hölls av magister Johan Daniel Gellerstedt (1802–1863). Detta gav Gellerstedt möjlighet att utföra föreläsningar och fältstudier för eleverna, och undervisningen började runt år 1829–1830. Hans efterträdare botanistlektorn Carl Hartman och adjunkten Carl August Ferdinand Sädbom blev båda lärare i naturkunskap, och de började utveckla och fortsatte uppbyggandet av de zoologiska samlingarna. 1859 började man planera för en utbyggnad av Karolinska Läroverket. Byggnaden kostade vid tiden 70 000 riksdaler. Redan från början fick huset namnet ”Sibirien”, då byggnaden låg så pass långt norrut på skolgården.
Tanken med byggnaden var att skapa ett galleri, eller museum för den stora samlingen. Idag ser museet dock inte ut som det en gång har gjort. Museet var från början mer än ett rum. Om man går igenom museet så finns det gamla trädörrar som idag leder in i ett klassrum som kallas ”stensalen”. Förr[när?] så var det en del av museet. I det rummet så stod till exempel strutsarna, men även sten och mineralsamlingen.
Längst upp i byggnaden ligger observatoriet, som består av ett mindre rum med ett teleskop i mitten. Rummet har ett trätak som kan öppnas så att det blir öppet mot skyn. Föreningen ”Kosmos” bildades 1878. Denna naturvetenskapliga förening som inriktade sig på naturvetenskap bytte namn till Hedera efter bara några år.
Idag, 2019, så är Sibirien fortfarande det naturvetenskapliga huset, och används därför mest av elever som går naturvetenskapsprogrammet och de som läser enstaka kurser inom naturvetenskap.

### Biblioteket
Karolinska skolans bibliotek ligger i huvudbyggnaden mittemot kafé Karolina, biblioteket har även en entrédörr ut till skolgården.  
Biblioteket på Karolinska skolan grundades till stor del år 1615. Innan dess bestod biblioteket endast av ett par biblar och ungefär 6 sångböcker. Skolans rektor Jacobus Boose Rudbeckius såg till att bygga ett bibliotek på skolan. Från denna tid härstammar bland annat Gustav Wasa bibel som fortfarande finns bevarad i Sibiriens källare.  Under åren som Rudbeckius var rektor blev boksamlingen mycket stor. 
År 1807 beslutades i skolordningen att varje gymnasieskola skulle ha sin egen särskilda kassa och att varje lärjunge som det på den tiden kallades skulle skänka pengar till biblioteket när de började i gymnasiet. I skolordningen 1820 höjdes bidraget till bibliotekets kassa. Den första bibliotekarien för Örebro skola var Lagenholm som var lärare i teologi och latin. 
År 1833 fick skolan ett eget hus efter att ha varit utan ett eget hus ett tag, det var då skolan fick sitt namn “Karolinska högre elementarläroverk i Örebro. Under denna tid införskaffade sig skolan även många nya böcker. I inbjudningsskriften till det nya huset som nu heter huvudbyggnaden den 13 september 1833 skriver Gummelius att skolan har fått in en massa böcker och hur stor ökningen var. Ökningen av böcker var ungefär 1300% och allt detta tack vare bibliotekarien Lagenholm.  
Biblioteket fick även en egen lokal redan 1833 men sedan flyttades biblioteket till ännu en större lokal när skolan byggdes ut 1856. Biblioteket hade öppet regelbundet från 1858. När Lagenholm lämnade skolan fortsatte skolan bibliotek växa.1968 fick skolan en bibliotekarie på heltid.  

### Museum
Ett biologiskt museum tillkom vid byggandet av byggnaden Sibirien 1868 och är ett av Sveriges bäst bevarade läroverksmuseum. 

### Elefanten Bambina
Karolinska gymnasiet är en av få gymnasieskolor som fortfarande har kvar sitt biologiska museum, där finns det många  djur och insekter. Ett av djuren är den asiatiska elefanten Bambina. Elefantens dödsorsak var tuberkulos och hyponatremi (man har saltbrist i förhållande till mängden vätska i kroppen).

### Karolinska Kammarkören
Karolinska Kammarkören, tidigare Risbergska skolans Vokalensemble, är en ungdomskör som leds av dirigenten Björn Johansson. Kören grundades 1996 och har sedan dess vunnit många priser (Rhodos 2002, i Helsingborg 2004, Venedig 2009 och senast i Bad Ischl 2016) samt deltagit i en rad körfestivaler världen över. Körens medlemmar är huvudsakligen elever på Karolinska gymnasiet. Varje år tar en årskull studenten och en annan bjuds in att söka till kören.

## Kända elever
- Kyrkomännen och bröderna Olaus (1493–1552) och Laurentius Petri (1499–1573).
- Hjalmar Bergman, författare
- Oskar Bly, artist - operasångare, skådespelare
- Magnus Dahlander, stadsarkitekt
- Torsten Ehrenmark, journalist och författare
- Peter Flack, revyskådespelare
- Elis Fischer, bankdirektör och riksdagsman
- Carl-Jan Grankvist, krögare och TV-personlighet
- Edvard Laurentius Maximus Hedin, Helgelseförbundets grundare
- Adolf Kjellström, lektor och arkitekt
- Leif Lewin, statsvetare och tidigare professor
- Erik Hjalmar Linder, författare, litteraturvetare
- Henry Montgomery, statssekreterare på justitiedepartementet, kammarrättspresident och direktör
- Pernilla Månsson Colt, programledare i TV
- Jan Mårtenson, författare och diplomat
- Levi Rickson, diktare och journalist ("Jeremias i Tröstlösa")
- Rigmor Robèrt, läkare, psykoterapeut, författare och föreläsare
- Erik Rosenberg, författare, ornitolog och naturvårdare
- Carl-Uno Sjöblom, journalist
- Mia Skäringer, estetiska programmet med inriktningen teater
- Jonatan Renström & Albert Björliden. Musiker i gruppen Les Gordons
- Stina Lundberg Dabrowski, journalist, programledare, professor
- The Svedberg, kemist och nobelpristagare
- Maria Sveland, författare
- Dag Wirén, tonsättare
- Claes Åkeson, TV-profil inom sporten, programledare för olika TV-program. Han gick på Karro i början av 80-talet på den treåriga samhällsvetenskapliga linjen
- Lasse Wellander, gitarrist
- Hanna Sahlberg, journalist
- Karl-Fredrik Gustavsson, florist, programledare
- Mubarik Mohamed Abdirahman, riksdagsledamot.
- Emilia Rehnberg, skådespelare och komiker.
- Staffan Werme, Kommunstyrelseordförande i Örebro (2006 - 2010), författare.